# Parafia Nawiedzenia Najświętszej Maryi Panny w Wieluniu
Parafia Nawiedzenia Najświętszej Maryi Panny w Wieluniu – parafia rzymskokatolicka w Wieluniu. Należy do dekanatu Wieluń – NMP Pocieszenia archidiecezji częstochowskiej. 

## Historia parafii
Została utworzona być może w 1308 roku. Kościół parafialny poaugustiański zbudowany w XIV wieku przez Kazimierza Wielkiego dla ojców augustianów wraz z klasztorem.